# Симплектит
Симплектит (рос. symplectite, нім. Symplektit m, Symplektitstruktur f) – у мінералогії – взаємне і закономірне проростання або зростання двох мінералів. 
До симплектитів відносять, як правило, тільки такі мінеральні аґреґати, де ці два мінерали зростаються або проростають закономірно з певною орієнтацією їх кристалографічних осей. Найчастіше кожен з цих мінералів в симплектитових аґреґатах під поляризаційним мікроскопом (в шліфах) при схрещених ніколях "гасне" одночасно, або принаймні, один з них. До типових С. відносяться гранофіри, письмові пегматити (єврейський камінь), мірмекіти, а за деякими дослідниками (Ф.Ю.Левінсон-Лесінг, Е.А.Струве, 1963) – також і пойкілітові структури. Симплектити можуть утворюватися при одночасній кристалізації мінералів (гранофіри), при захопленні мікролітів в магматичному розплаві крупнішими кристалами (мікроофітова структура), при метасоматичному заміщенні одного мінералу іншим (мірмекіти, біотит-піроксенові, амфібол-біотитові та інші закономірні проростання).